# Maia Usova
Maia Usova (n. 22 mai 1964, Gorki, RSFS Rusă, URSS) este o dansatoare pe gheață ce a reprezentat Rusia, medaliată olimpică. A participat la 2 ediții ale Jocurilor Olimpice (1992, 1994) în care a câștigat o medalie de argint.